# 1964年夏季奥林匹克运动会中华民国代表团
1964年，中華民國以“台湾”（英語：Taiwan）為名参加在日本东京舉行的第十八届夏季奥林匹克运动会；出席開幕典禮時，名牌同時使用主办国语言“中华民国”（日語：中華民国）。此次代表團的35名代表分别参加了田径（注册但未实际参加比赛）、拳击（7名）、自行车（5名）、体操（6名）、举重（7名）、柔道（4名）、射击（6名）7个大项目的比赛。

## 参赛项目

### 田径

#### 男子100公尺
- 李阿土

#### 男子200公尺
- 李阿土

#### 女子100公尺
- 葉菊妹

#### 女子80公尺跨欄
- 紀政
- 葉菊妹

#### 男子110公尺跨欄
- Lin Kuei Chang

#### 女子跳遠
- 紀政

#### 男子撐竿跳
- 楊傳廣
- 吳阿民

#### 男子標槍
- 楊傳廣

#### 女子五項全能
- 紀政

#### 男子十項全能
- 楊傳廣

### 拳击

#### 蠅量級
- 王基瑩

#### 雛量級
- 李健次

#### 羽量級
- 徐鴻進

#### 輕量級
- 王基濋

#### 次沉量級
- 姜平章

#### 沉量級
- 洪村福

#### 次中量級
- 陳培森

### 自行车

#### 個人公路賽
- 何仲超
- 許明世
- 鄧春淮

#### 團體計時賽
- 何仲超
- 許明世
- 鄧春淮
- 楊榮華

#### 1000公尺計時賽
- 許明世

### 体操

#### 男子項目
- 賴志農
- 余雅得
- 江大山
- 李武智
- 王賢明
- 劉年盛

#### 女子項目
- 洪丹桂

### 柔道

#### 男子68公斤級
- 張溫故

#### 男子80公斤級
- 黃金椿

#### 男子80公斤以上級
- 張聰輝
- 黃榮椿

### 射击

#### 男子25公尺快射手槍
- 馬晴山

#### 300公尺步槍三姿
- 吳道源

#### 50公尺步槍三姿
- 吳道源

#### 50公尺步槍臥射
- 潘光
- 戴兆智

#### 男子不定向飛靶
- 林鶴鳴
- 林文秀